# Людвіг Штумпфеггер
Людвіг Штумпфеггер (нім. Ludwig Stumpfegger; 11 липня 1910, Мюнхен — 2 травня 1945, Берлін) — німецький хірург, оберштурмбаннфюрер СС (20 квітня 1943).

## Біографія
З 1 травня 1930 року розпочав вивчати медицину в Мюнхені. 2 червня 1933 року вступив у СС (особистий номер 83 668), 1 травня 1935 року — у НСДАП (квиток № 3 616 119). З 1936 року працював асистентом Карла Гебгардта в Гогенліхенському санаторії (побудований як санаторій для хворих на туберкульоз, з 1933 року він в основному використовувався для лікування професійних і спортивних травм); в тому ж році персонал санаторію використовувався для медичного обслуговування літніх Олімпійських ігор в Берліні і зимових Олімпійських ігор в Гарміш-Партенкірхені. 11 серпня 1937 року Штумпфеггер отримав ступінь доктора медицини.
З 1939 року Гогенліхенський санаторій був переданий СС і частково перетворений в госпіталь. З листопада 1939 року до квітня 1940 року Штумпфеггер служив в полку «частин посилення СС» і був головним лікарем хірургічного відділення в берлінському госпіталі СС. 21 березня 1940 року був знову переведений в госпіталь Гогенліхена і призначений ад'ютантом Гебгардта. Потім Гебгардт рекомендував його Генріху Гіммлеру, і з вересня 1941 року Штумпфеггер керував також групою хірургів при штабі командування рейхсфюрера СС.
Брав участь під керівництвом Гебгардта, Фріца Фішера і Герти Обергойзер в експериментах з області трансплантаційної хірургії, що проводилися в Гогенліхені, головним чином над польками з концтабору Равенсбрюк. Штумпфеггер особисто проводив пересадку кісток і м'язів. 9 жовтня 1944 року за пропозицією Гіммлера спрямований супроводжуючим лікарем в ставку Гітлера «Вовче лігво» в Растенбурзі. З початку квітня 1945 року постійно присутній у фюрербункері. За непідтвердженими відомостями, саме він на прохання Магди Геббельс отруїв її дітей синильною кислотою.
У другій половині дня 30 квітня 1945 року, в той час, як в саду рейхсканцелярії були облиті бензином і спалені трупи Гітлера і Єви Браун, Штумпфеггер перебував разом з Йозефом Геббельсом, Мартіном Борманом, камердинером Гітлера Гайнцем Лінге, шофером Гітлера Еріхом Кемпкою, особистим ад'ютантом Гітлера від СС Отто Гюнше і деякими родичами охоронців Гітлера.
У ніч на 2 травня 1945 року Штумпфеггер наклав на себе руки, прийнявши ампулу з ціанистим калієм. Перед цим він разом з іншими мешканцями бункера нібито намагався пробратися крізь охоплений боями центр Берліна, але незабаром разом з Борманом відокремився від групи. Зрештою, знесилені і деморалізовані, вони наклали на себе руки на вокзалі Лертер. 7-8 грудня 1972 року під час прокладання підземного поштового кабелю були знайдені два скелети. Після їх ретельного дослідження судовими медиками, стоматологами та антропологами скелети були визнані останками Штумпфеггера і Бормана. Між зубами скелетів були знайдені осколки скляних ампул з ціанистим калієм.

## Сім'я
У Штумпфеггера залишилася вдова, Гертруда Штумпфеггер (уроджена Шпенглер).

## Нагороди
- Німецький Олімпійський знак 2-го класу (28 листопада 1936)
- Почесна шпага рейхсфюрера СС
- Медаль «У пам'ять 1 жовтня 1938» із застібкою «Празький град» (19 вересня 1939)
- Медаль «У пам'ять 22 березня 1939 року» (19 вересня 1939)
- Залізний хрест 2-го і 1-го класу
- Нагрудний знак «За поранення» в чорному
- Кільце «Мертва голова» (20 червня 1944)